# Tuva, Among the Spirits
Tuva, Among the Spirits (Untertitel: Sound, Music & Nature in Sakha and Tuva) ist eine Sammlung traditioneller Musik der Regionen Tuwa und Sacha (auch bekannt als Jakutien) im sibirischen Teil Russlands. Sie wurde 1999 auf dem Label Smithsonian Folkways veröffentlicht.

## Entstehungsgeschichte
Das Album wurde unter der Leitung des Musikethnologen Theodore Levin aufgenommen, der bereits am 1990 erschienenen Album Tuva: Voices from the Center of Asia mitgewirkt hatte. In den 1990ern kam es zu einem Boom tuwinischer Musik in der, so Levin, „internationalen Weltmusikszene“. Dieser Boom und die Nachwirkungen sowjetischer Kulturpolitik hätten lauten Levin gedroht, „die Rolle, die [tuwinische Musik] traditionell bei den [...] Hirten gespielt [habe], zu verdunkeln.“
Um dieser Entwicklung entgegenzuwirken, reiste Levin 1995, 1996 und 1998 nach Tuwa. Dabei wurde er vom Toningenieur Joel Gordon begleitet; 1998 außerdem von Sayan Bapa, Kaigal-ool Khovalyg und Anatoli Kuular, Mitgliedern der Band Huun-Huur-Tu. Diese dritte Reise führte auch nach Jakutsk, die Hauptstadt der russischen Republik Sacha. Levin schrieb, die „musikalischen Ideale“ und die „Ästhetik“ der Jakuten ähnelte denen der Turkvölker im Altai (wie den Tuwinern).

## Musikstil
Das Album stellt tuwinische und jakutische Musik Klängen aus der Natur gegenüber: zum Teil werden beide gleichzeitig gespielt, zum Teil wurde die Musik in der Natur aufgenommen. Aus thematischen Gründen ist teilweise Musik aus verschiedenen Regionen hintereinander geordnet. Neben natürlichen Geräuschen sind Tierimitationen, verschiedene Formen des Kehlgesangs und traditionelle Instrumente zu hören. Levin sieht in der aufgenommenen Musik ein Spektrum, das von Naturimitationen über deren Ästhetisierung bis zu Musik im engeren Sinne reicht. Zwischen mehreren Stücken werden 30–40-sekündige Crossfades eingesetzt.

## Titelliste
Titel und Interpreten sind hier wie im englischsprachigen Begleitheft der CD wiedergegeben; insbesondere sind die Namen hier ins Englische transkribiert.
| Nr.          | Titel                                                                | Klänge/Interpreten (ausgenommen Crossfades)                     | Länge |
| ------------ | -------------------------------------------------------------------- | --------------------------------------------------------------- | ----- |
| 1.           | A Reverberant Valley                                                 | Vogelgezwitscher, Fließgewässer, Imitationen einer Eule, Pferde | 1:57  |
| 2.           | Sakha Animal Imitations                                              | German Khatilaev, Klavdia Khatilaeva                            | 1:55  |
| 3.           | Tuvan Round-Up                                                       | Stampede, Vogelgezwitscher                                      | 1:49  |
| 4.           | Fantasy on the Igil                                                  | Kaigal-ool Khovalyg                                             | 5:34  |
| 5.           | Birds and Bird Imitations                                            | Vögel, Kaigal-ool Khovalyg, Anatoli Kuular, Alexei Saryglar     | 2:22  |
| 6.           | Xöömei on Horseback                                                  | Pferde, Anatoli Kulaar, Kaigal-ool Khovalyg                     | 2:32  |
| 7.           | Borbangnadyr with Stream Water                                       | Fließgewässer, Anatoli Kuular                                   | 2:44  |
| 8.           | Xomuz (jew's harp) Imitating water                                   | Fließgewässer, Anatolin Kuular                                  | 1:39  |
| 9.           | Home on the (Mountain) Range                                         | Spielende Kinder, Kleinvieh                                     | 1:28  |
| 10.          | Ang-meng mal-magan öttüneri (Imitation of wild and domestic animals) | Albert Saspyk-ool, Vögel                                        | 1:50  |
| 11.          | Ang-meng mal-magan öttüneri (reprise)                                | Alexander Chambal-oglu Tülüsh                                   | 2:13  |
| 12.          | Harmonics in the Wind                                                | Igil im Wind, Grashüpfer                                        | 2:59  |
| 13.          | Sonic Landscape                                                      | Grogori Mongush                                                 | 1:49  |
| 14.          | The Legacy of Ancestors                                              | Musikgruppe Tos-Khol                                            | 7:32  |
| 15.          | Cave Spirits                                                         | Sayan Bapa, Wassertropfen                                       | 0:56  |
| 16.          | Kyzyl Taiga (Red Forest)                                             | Kaigal-ool Khovalyg, Natur                                      | 2:19  |
| 17.          | Talking Xomuz                                                        | Anatoli Kuular                                                  | 1:53  |
| 18.          | Chiraa-Xor                                                           | Kaigal-ool Khovalyg, Anatoli Kuular, Sayan Bapa                 | 4:28  |
| 19.          | Epilogue                                                             | Verschieden Tiere, menschliche Stimmen, zuletzt Möwen           | 0:59  |
| Gesamtlänge: | Gesamtlänge:                                                         | Gesamtlänge:                                                    | 48:59 |

## Rezeption
Adam Greenberg vergab für AllMusic 4,5 von 5 Sternen. Das Album biete viele „Highlights und Überraschungen“. Zu diesen zählte Greenberg unter anderem den Kehlkopfgesang im Fließgewässer (Track 7) und in einer Höhle (Track 15). Das Album lohne sich für jeden, der mit zentralasiatischer Musik auch nur „etwas vertraut“ sei, für Ethnomusikwissenschaftler sei es „ein wahrgewordener Traum“.
Der Musikethnologe Keith Howard beschrieb Tuva, Among the Spirits als ein von Tuva: Voices from the Center of Asia grundverschiedenes Werk. Vielmehr sah er Tuva, Among the Spirits als Ergänzung zu Levins 1996 veröffentlichtem Buch The Hundred Thousand Fools of God. Das Album sei „spektakulär“ und über die einzelnen Aufnahmen hinaus „selbst ein Kunstwerk“. Die Informationen im Begleitheft seien „präzise“ und voll „akademischer Substanz“.